# Magyarországi gyárak listája területi bontásban

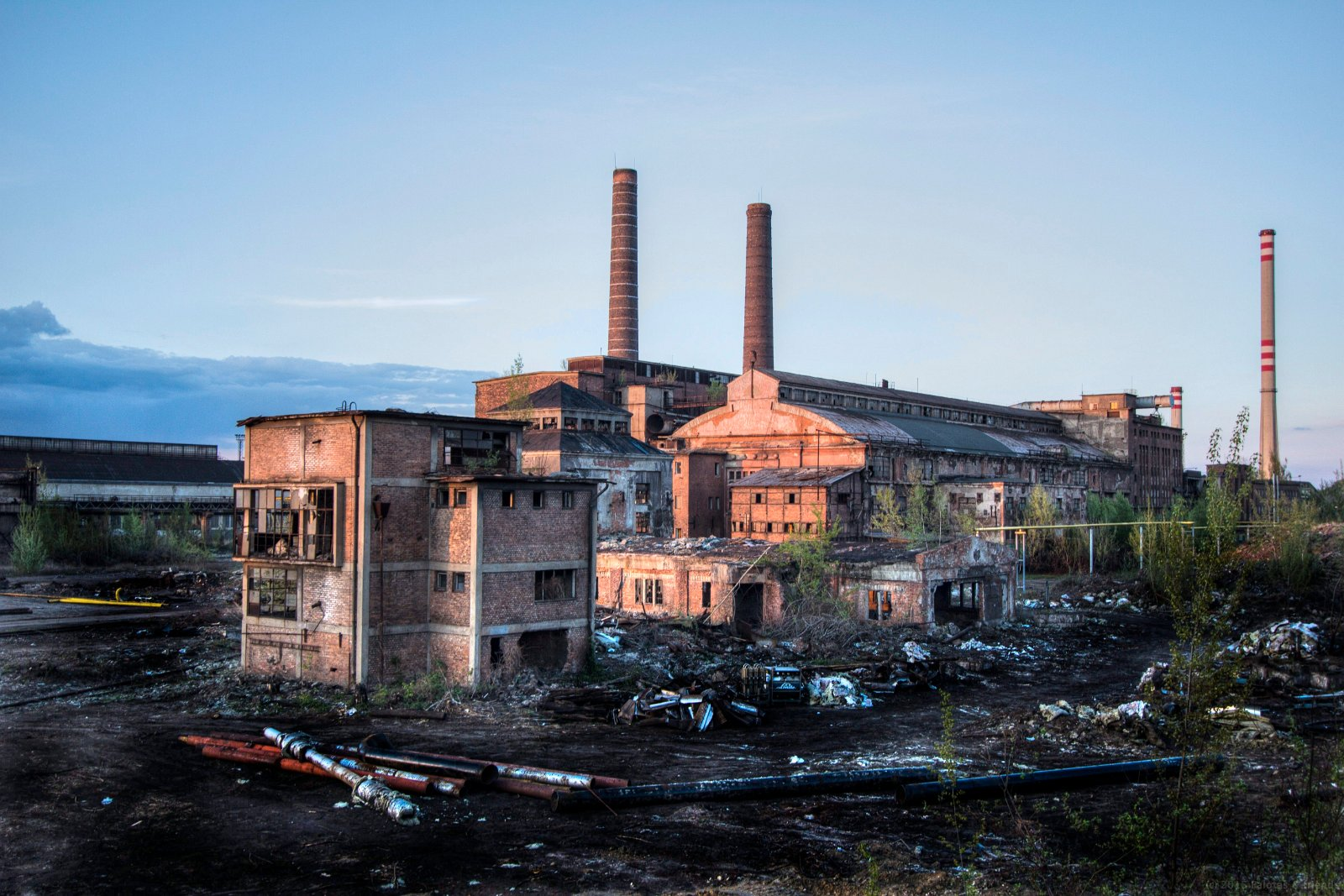
A Diósgyőri Acélművek egyike volt Magyarország legnagyobb gyárainak

Az alábbi lista a magyarországi – Budapesten kívüli – gyárakat, nagyobb üzemeket, ipari vállalatokat mutatja be. A nagyobb iparosodás a 19. században kezdődött Magyarországon. A 20. században folytatódott ez a tendencia. Több nagy ipari üzem a rendszerváltás után fejezte be működését. Az alábbi lista az egyes megyék szerint, földrajzi felbontásban mutatja be a magyarországi gyárakat. (Tematikusan a Magyarországi gyárak listája iparágak szerinti bontásban lap sorolja fel őket.)
A napjainkban is működő üzemek zöld színnel ki vannak emelve. (Ahol a gyár működéséről nincs nyilvános adat, a megszűntek között szerepel.)

## Baranya megye

### Pécs
| Név                                              | Cím                                 | Alapítás     | Megszűnés    | Megjegyzés                                                   | Kép |
| ------------------------------------------------ | ----------------------------------- | ------------ | ------------ | ------------------------------------------------------------ | --- |
| Baranya Megyei Baromfifeldolgozó Vállalat        | Pécs, Hunyadi János u. 19, 7625     | 1970-es évek | 2016 előtt   |                                                              |     |
| Sopiana Gépgyár és Vasöntöde Rt.                 | Pécs, Bajcsy-Zsilinszky u. 7622     | 1925         | 2004 előtt   | Árkád üzletház nyílt a helyén.                               |     |
| Hüttner Keresztély Pécsi Papírgyára              | Pécs                                | 1839         |              |                                                              |     |
| Pécsi Tejüzem (Baranya Megyei Tejipari Vállalat) | Pécs, Rákóczi út                    | 1886         |              |                                                              |     |
| új Pécsi Tejüzem (Baranyatej Rt.)                | Pécs, Tűzér utca                    | 1965         | 2000-es évek |                                                              |     |
| Neumann Sándor Tejgazdasági Vállalata            | Pécs, Fehérváry u. 9.               | 1917         |              |                                                              |     |
| Leher Testvérek pogácsasajt (kvargel) gyára      | Pécs, Árpádi út 3.                  | 1920-as évek | 1940-es évek |                                                              |     |
| Pécsi Orgonaépítő Manufaktúra Kft.               | Pécs, Iparsziget u. 3, 7630         | 1992         | működik      |                                                              |     |
| Pécsi Kesztyűgyár                                | Pécs, Vince utca                    | 1861         | 1999         | 1950-ig Hamerli J. Kesztyűgyár, 1982-től Hunor Pécsi Kesztyű |     |
| Pécsi Bőrgyár                                    | Pécs, Siklósi út 22. 7622           | 1762         | 2009         | 1948-ig Első Pécsi Bőrgyár.                                  |     |
| Pécsi Gázgyár                                    | Pécs, Mohácsi út                    | 1870         | 1985         |                                                              |     |
| Pécsi Dohánygyár                                 | Pécs, Dohány u. 2, 7622             | 1912         | működik      |                                                              |     |
| Pécsi Sörfőzde                                   | Pécs, Alkotmány utca 94. 7624       | 1848         | működik      |                                                              |     |
| SEMLER Kft.                                      | Pécs, Siklósi út 22., 7622          | 1990-es évek | működik      | Cipőgyár. 2021-ben a Pécsi Bőrgyár területére költözött.     |     |
| Zsolnay porcelángyár                             | Pécs, Zsolnay Vilmos utca 37., 7630 | 1853         | működik      | 1999-tól 3 részvállalat keretében működik.                   |     |

### Egyéb települések
| Név                                                                                            | Cím                                 | Alapítás | Megszűnés | Megjegyzés | Kép |
| ---------------------------------------------------------------------------------------------- | ----------------------------------- | -------- | --------- | ---------- | --- |
| Agrokémia Sellye Zrt.                                                                          | 7960 Sellye, Sósvertikei út         | 1964     | működik   |            |     |
| Le Bélier Mohács Formaöntöde és Fémárugyártó Kft.                                              | 7700 Mohács, Középmező u.           | 2011     | működik   |            |     |
| MCS Vágóhíd Zrt.                                                                               | 7700 Mohács, Pick Márk út 1.        | 2013     | működik   |            |     |
| Mohácsi Selyemszövőgyár                                                                        | Mohács                              | 1905     | megszűnt  |            |     |
| Mohácsi Farostlemezgyár (KRONOSPAN-MOFA Hungary Farostlemezgyártó Kft. / MOFA)                 | 7700 Mohács, Budapesti országút 72. | 1954     | működik   |            |     |
| Alsómocsoládi Téglagyár                                                                        | Alsómocsolád                        |          |           |            |     |
| Bóly Csillagszóró Üzeme                                                                        | 7754 Bóly, Ybl Miklós u.            |          |           |            |     |
| Mázai Téglagyár                                                                                | 7351 Máza, Téglagyár út 5.          | 1900 k.  | működik   |            |     |
| Hidasi Téglagyár                                                                               | Hidas                               |          |           |            |     |
| Beremendi Cementgyár                                                                           | 7827 Beremend, hrsz. 064/2          | 1910     | működik   |            |     |
| Szigetvári Konzervgyár                                                                         | Szigetvár                           | 1937     | 2023      |            |     |
| Szentlőrinci Cipőüzem (Szigetvári Cipőgyár szentlőrinci telephelye)                            | Szentlőrinc                         |          |           |            |     |
| Cserkúti Mezőgazdasági és Élelmiszeripari Gépgyártó és Szolgáltató Vállalat (Cserkúti MEZŐGÉP) | Cserkút                             |          |           |            |     |

## Bács-Kiskun megye

### Kecskemét
| Név                                                                                                   | Cím                                 | Alapítás | Megszűnés | Megjegyzés                              | Kép |
| --- | ----------------------------------- | -------- | --------- | --------------------------------------- | --- |
| Alumíniumszerkezetek Gyára (Metalconstruct Alumíniumszerkezetek Gyára Zrt.)                           | 6000 Kecskemét, Fűzfás köz 3.       | 1951     | működik   |                                         |     |
| Szerszám- és Gépelemgyár                                                                              | Kecskemét, Szegedi út               | 1962     | működik   |                                         |     |
| Reszelőgyár (Kecskeméti Kéziszerszámgyár, Kaiser Reszelő Gyártó- és Forgalmazó Kft.)                  | 6000 Kecskemét, Kiskőrösi út 18.    | működik  |           |                                         |     |
| Magnetofongyár (Budapesti Rádiótechnikai Gyár Kecskeméti Gyáregysége)                                 | 6000 Kecskemét, Szolnoki út. 16.    | 1961     |           |                                         |     |
| Fémmunkás Vállalat Kecskeméti Gyára (KÉSZ Ipari Park)                                                 | 6000 Kecskemét, Izsáki út 6.        | 1962     | működik   |                                         |     |
| Épületasztalos- és Faipari Vállalat                                                                   | Kecskemét                           |          |           |                                         |     |
| Szék- és Kárpitosipari Vállalat                                                                       | Kecskemét                           | 1960     |           |                                         |     |
| Petőfi Nyomda                                                                                         | 6000 Kecskemét, Külső-Szegedi út 6. | 1841     | működik   |                                         |     |
| Kecskeméti Baromfifeldolgozó Vállalat                                                                 | Kecskemét                           |          |           |                                         |     |
| Kecskeméti Csokoládégyár                                                                              | Kecskemét                           |          |           |                                         |     |
| Alföldi Cipőgyár                                                                                      | Kecskemét                           |          |           |                                         |     |
| Fornetti                                                                                              | 6000 Kecskemét, Városföld 92.       | 1997     | működik   |                                         |     |
| Irodagépipari és Finommechanikai Vállalat Sokszorosítógép Gyára                                       | 6000 Kecskemét, Matkói út 2.        | 1969     |           |                                         |     |
| Habselyem Kötöttárugyár III. sz. gyára                                                                | 6000 Kecskemét, Ótemető utca 2.     |          |           |                                         |     |
| Mercedes-Benz Manufacturing Hungary Kft.                                                              | 6000 Kecskemét, Mercedes út 1.      | 2008     | működik   |                                         |     |
| Kecskeméti Házépítő Kombinát                                                                          | Kecskemét                           | 1976     |           |                                         |     |
| Kecskeméti Mezőgazdasági és Élelmiszeripari Gépgyártó Vállalat (Kecskeméti Mezőgép, AGRIKON KAM Kft.) | Kecskemét                           | 1968     | működik   |                                         |     |
| Kecskeméti Gazdasági Gőzmalom                                                                         | 6000 Kecskemét, Csányi János körút  | 1870     | 2003      |                                         |     |
| Zwack Kecskeméti Pálinka Manufaktúra                                                                  | 6000 Kecskemét, Matkói út 2.        |          | működik   |                                         |     |
| Kecskeméti konzervgyár                                                                                | 6000 Kecskemét, Szolnoki út 35.     | 1899     | működik   | Részben az Univer cégcsoport használja. |     |
| Első Kecskeméti Gyufagyár Rt.                                                                         | Kecskemét                           | 1909     |           |                                         |     |
| Kecskeméti Cipőgyár                                                                                   | Kecskemét                           | 1911     |           |                                         |     |

### Baja
| Név | Cím                              | Alapítás          | Megszűnés    | Megjegyzés                                                                 | Kép |
| --- | -------------------------------- | ----------------- | ------------ | -------------------------------------------------------------------------- | --- |
| Magyar Hűtőipar Bajai Gyára Bajai Hűtőipari Vállalat (SUGO FOOD Kft.)                                      | Baja, Nagy István u. 36, 6500    | 1960-as évek      | működik      |                                                                            |     |
| Finomposztó Vállalat                                                                                       | Baja                             | 1917              |              |                                                                            |     |
| Bajai Gázgyár                                                                                              | Baja, Sugovica mellett           | 1886              | 1980         |                                                                            |     |
| Bajai Vas és Fémipari Szövetkezet                                                                          | Baja                             | 1951              | megszűnt     |                                                                            |     |
| Bajai Épületasztalosipari és Faipari Vállalat                                                              | Baja                             | 1911              | 2001         |                                                                            |     |
| Bajai Kenyérgyár Községi Vállalat                                                                          | Baja                             | 1950 (gyár: 1975) |              | Bár a vállalatot már 1950-ben létrehozták, a gyár csak 1975-től épült fel. |     |
| Bajai Villamossági Gyár (EVIG Bajai részleg)                                                               | Baja, Szegedi út                 | 1963              |              |                                                                            |     |
| Ganz Villamossági Művek Bajai Készülékgyár (GTKB Ganz Transelektro Közlekedési Berendezéseket Gyártó Kft.) | Baja, Kölcsey Ferenc u. 31, 6500 | 1959              | működik      |                                                                            |     |
| Kismotor és Gépgyár (KMG)                                                                                  | Baja                             | 1959              |              |                                                                            |     |
| Bácskai Vágó és Húsfeldolgozó Társulás                                                                     | Baja                             | 1975              | 1990-es évek |                                                                            |     |

### Kiskunhalas
| Név                                                 | Cím                                 | Alapítás | Megszűnés | Megjegyzés                                                                                         | Kép |
| --------------------------------------------------- | ----------------------------------- | -------- | --------- | -------------------------------------------------------------------------------------------------- | --- |
| Kiskunhalasi Baromfifeldolgozó Zrt.                 | 6400 Kiskunhalas, Vasút u. 21.      | 1909     | működik   | |     |
| Kiskunhalasi Téglagyár                              | 6400 Kiskunhalas, Gyöngyvirág u. 9. |          | működik   | |     |
| GANZ-MÁVAG Kiskunhalasi Gépgyár                     | Kiskunhalas, Szénás u. 15., 6400    | 1967     | működik   | A kompresszorgyártó és a vízgépgyártó részleg ma már külön működik.                                |     |
| Kiskunhalasi Papírgyár (Halaspack Dobozgyártó Kft.) | 6400 Kiskunhalas, Szegedi út 8.     | 1965     | működik   | |     |
| Halasi Kötöttárugyár                                | Kiskunhalas                         | 1973     | 2009      | A Budapesti Finomkötöttárugyár részlege. Kiskunhalasi Levi's farmergyár néven működik: 1988 / 1991 |     |
| Kiskunhalasi Likőrüzem                              | Kiskunhalas                         |          |           | |     |

### Egyéb települések
| Név                                                                   | Település             | Megjegyzés   |
| --------------------------------------------------------------------- | --------------------- | ------------ |
| Bácsbokodi Tejüzem                                                    | Bácsbokod             |              |
| Agrikon Kerekegyházi Fémipari Leányvállalat (Agrikon Fémipari Rt.)    | Kerekegyház           |              |
| AGRIKON Konzervipari Gépgyártó Üzletág Kecskemét, Tiszakécskei Gyár   | Tiszakécske           |              |
| Vegyiműveket Építő és Szerelő Vállalat Tiszakécskei Gyár (VEGYÉPSZER) | Tiszakécske           |              |
| Lajosmizsei Vasipari Közös Vállalat                                   | Lajosmizse            |              |
| JBG-Hungary Kft.                                                      | Lajosmizse            |              |
| Bácsalmási Ruhaüzem                                                   | Bácsalmás             |              |
| Bácsalmási Posztógyár                                                 | Bácsalmás             |              |
| KÄHNY Gépgyártó Kft.                                                  | Bácsalmás             |              |
| Jánoshalmi és Bugaci Raklapüzemek (KEFAG Zrt.)                        | Jánoshalma            |              |
| Műszaki Gumigyártó Kft.                                               | Kiskunmajsa           |              |
| Dunavecsei Konfekciógyár                                              | Dunavecse             |              |
| Villamosszigetelő és Műanyaggyár II. sz. Kiskunfélegyházi Gyára       | Kiskunfélegyháza      |              |
| Habselyem Kötöttárugyár V. sz. gyára                                  | Kiskunfélegyháza      |              |
| Fornetti                                                              | Kiskunfélegyháza      |              |
| Április 4. Gépipari Művek                                             | Kiskunfélegyháza      |              |
| Irodagépipari és Finommechanikai Vállalat                             | Kiskőrös              |              |
| Kunság-Szesz Zrt.                                                     | Kiskőrös              |              |
| KALOplasztik Műanyag- és Gumiipari Kft.                               | Kalocsa               |              |
| Kalocsai Paprika- és Konzervipari Vállalat                            | Kalocsa               |              |
| Kalocsai Tésztagyár                                                   | Kalocsa               |              |
| Kalocsai Porcelán Manufaktúra                                         | Kalocsa               |              |
| Viterra Növényolajgyártó Kft. Foktői Növényolajgyár                   | Foktő                 |              |
| HAJÓSVIN Kft.                                                         | Érsekhalma-Hildpuszta | Borgazdaság. |
| Hosszúhegyi Mezőgazdasági Kombinát Borászati Üzeme                    | Sükösd                | Borgazdaság. |

## Békés megye

### Békéscsaba
| Név                                               | Település  | Megjegyzés |
| ------------------------------------------------- | ---------- | --- |
| Békéscsabai Tejüzem                               | Békéscsaba | |
| Pósteleki konzervgyár                             | Békéscsaba | Az egykori Pósteleki konzervgyárat (Savanyító üzemet) (Békéscsaba és Gyula között a 44-es úton, a Pósteleki leágazásnál) egy magánszemély vette meg a 2000-es években és lovasfarmot alakított ki a helyén                                       |
| Csabai Konzervgyár Rt.                            | Békéscsaba | A konzervgyár 1962-2002 között üzemelt, majd csőd, felszámolás, eladták banki tulajdonba, konzorcium tulajdonába került, megvette a Globus, majd eladták és a Bonduelle vette meg.                                                               |
| Békéscsabai Hűtőház                               | Békéscsaba | |
| Békéscsabai tégla- és cserépgyár (Jamina-Tondach) | Békéscsaba | |
| Frühwald Beton és Építőanyaggyártó Kft.           | Békéscsaba | |
| Hirschmann Car Communication Kft.                 | Békéscsaba | |
| Békéscsabai Tésztagyár                            | Békéscsaba | |
| István malom (Első Békéscsabai Gőzmalom)          | Békéscsaba | 2005-ben végleg bezárt, utána egy jó darabig lisztlerakó / lisztértékesítő helyként működött, majd 2019 május 19-én 17.00 körül vélhetően, elektromos zárlat miatt kigyulladt és leégett az épület (a külseje többé-kevésbé épségben megmaradt.) |
| Linamar Hungária                                  | Békéscsaba | |
| Csabahús Kft.                                     | Békéscsaba | |
| Békéscsabai Baromfifeldolgozó Kft. (Barnevál)     | Békéscsaba | |
| Mondi Consumer Flexibles                          | Békéscsaba | |
| Békéscsabai Szeszgyár                             | Békéscsaba | |
| Békéscsabai MEZŐGÉP                               | Békéscsaba | |
| Békéscsabai Kötöttárugyár                         | Békéscsaba | A 2000-es évek elején megszűnt, majd épületét 2012-ben lebontották, évekig üresen állt az épület helye, majd 2021-22-ben új üzletet építettek a helyére amely 2024. március 21-én Aldiként nyílt meg.                                            |

### Orosháza
| Név                                           | Település | Megjegyzés |
| --------------------------------------------- | --------- | ---------- |
| Orosházai Faipari Vállalat                    | Orosháza  |            |
| Új Élet Mgtsz Öntödéje                        | Orosháza  |            |
| Alföldi Kőolajipari és Gázipari Gépgyár (AKG) | Orosháza  |            |
| Orosházi Üveggyár                             | Orosháza  |            |

### Egyéb települések
| Név                        | Település    | Megjegyzés                                    |
| -------------------------- | ------------ | --------------------------------------------- |
| Baranya Galván Kft.        | Békéscsaba   |                                               |
| Békési Gőzmalom            | Békés        |                                               |
| Gyopárosi Tejüzem          | Gyopáros     |                                               |
| Füzesgyarmati Hengermalom  | Füzesgyarmat |                                               |
| Sarkadi cukorgyár          | Sarkad       |                                               |
| Mezőhegyesi cukorgyár      | Mezőhegyes   |                                               |
| Szarvasi Vas-Fémipari Zrt. | Szarvas      |                                               |
| Mezőberényi Tejüzem        | Mezőberény   |                                               |
| Mezőberényi Téglagyár      | Mezőberény   |                                               |
| Gyulai Húskombinát         | Gyula        |                                               |
| Gyulai Szeszgyár           | Gyula        |                                               |
| Gyulai Tejporgyár          | Gyula        | 1936-tól működött a régi gyár, 1970-tól az új |

## Borsod-Abaúj-Zemplén megye

### Miskolc
| Név                                                | Település | Megjegyzés |
| -------------------------------------------------- | --------- | --- |
| Miskolci Húskombinát / Miskolci Vágóhíd            | Miskolc   | |
| Miskolci Gőztéglagyár                              | Miskolc   | 1877-ben jött létre a Vasgyár közelében, három kisebb gyár egyesüléséből. A II. világháború során károsodott, később teljesen megszűnt. |
| Miskolci Üveggyár Rt.                              | Miskolc   | 1925-ben jött létre Diósgyőrben, 1998-ban szűnt meg. |
| Miskolci Házépítő Kombinát                         | Miskolc   | |
| Miskolci Műanyaggyár (Star-Plus Műanyagipari Kft.) | Miskolc   | |
| Miskolci Textilipari Rt.                           | Miskolc   | 1911-ben jött létre a Vasgyár közelében, 1931-ben szűnt meg. |
| Diósgyőri Acélművek                                | Miskolc   | Az 1770-ben alapított Fazola-féle vasmű utódjaként jött létre 1868-ban Diósgyőr akkori külterületén, a mai Vasgyár városrészben. Kulcsszerepe volt Miskolc 20. századi nehézipari központtá fejlődésében, a város legnagyobb munkaadója volt. 2009-ben szűnt meg. |
| Diósgyőri Papírgyár                                | Miskolc   | Diósgyőrben működik, az ország egyetlen, biztonsági papírt gyártó gyára. |
| Miskolci konzervgyár                               | Miskolc   | |
| December 4. Drótművek                              | Miskolc   | Deichsel Adolf alapította 1912-ben, 1952-től állami tulajdon. Jelenlegi neve D&D Drótáru Zrt. |
| Miskolci Tejüzem                                   | Miskolc   | |
| Miskolci Likőrgyár Zrt.                            | Miskolc   | 1917-ben alapították, jelenleg (2024 december) felszámolás alatt áll. |
| Diósgyőri Csokoládégyár                            | Miskolc   | |
| Miskolci Gázgyár                                   | Miskolc   | |
| Miskolci Hűtőház                                   | Miskolc   | |
| Diósgyőri Gépgyár                                  | Miskolc   | 1915-ben vált ki a Diósgyőri Vas- és Acélgyárból, eleinte fegyvergyárként működött, később egyre bővült a profilja. A rendszerváltás után csődbe ment, területén ma ipari park működik.                                                                           |
| Hercz Jenő gépgyára és vasöntödéje                 | Miskolc   | 1879-ben alapították a Zsolcai kapui ipari övezetben. 1949-ben államosították, a Diósgyőri Gépgyárhoz csatolták, 1963-ban a termelés fizikailag is átkerült oda.                                                                                                  |
| Fried-féle Gépgyár és Vasöntöde                    | Miskolc   | |
| Szilágyi és Diskant motor- és gépgyár              | Miskolc   | 1896-ban alapították a Zsolcai kapui ipartelepen, Leszih Miksa 1863-ban alapított cége utódjaként. 1949-ben államosították, 1959-ben a Diósgyőri Gépgyárhoz csatolták.                                                                                            |
| Hejőcsabai cementgyár                              | Miskolc   | Weiskopf Adolf 1890-ben alapított kőbányájának jogutódja. 1948-ban államosították, jelenleg a Hejőcsabai Cement- és Mészipari Kft. tulajdona. |
| István malom                                       | Miskolc   | |

### Sátoraljaújhely
| Név                                                                                          | Település       | Megjegyzés |
| -------------------------------------------------------------------------------------------- | --------------- | ---------- |
| Tisza Bútoripari Vállalat gyáregység                                                         | Sátoraljaújhely |            |
| Sátoraljaújhelyi Gépgyár                                                                     | Sátoraljaújhely |            |
| Sátoraljaújhelyi Dohánygyár                                                                  | Sátoraljaújhely |            |
| Elzett Fémipari Művek sátoraljaújhelyi gyára (Certa Szerszámkészítő és Alkatrészgyártó Kft.) | Sátoraljaújhely |            |
| HERUKON Konfekcióipari Rt.                                                                   | Sátoraljaújhely |            |
| B-A-Z Megyei Tejipari Vállalat Sátoraljaújhelyi telephelye                                   | Sátoraljaújhely |            |
| Vasipari KTSZ.                                                                               | Sátoraljaújhely |            |
| Tisza Bútoripari Vállalat                                                                    | Sátoraljaújhely |            |
| Tokaj-hegyaljai Állami Gazdasági Borkombinát (Grand Tokaj Zrt.)                              | Sátoraljaújhely |            |
| Zemplén-Hús Kft.                                                                             | Sátoraljaújhely |            |
| Continental Dohányipari Zrt.                                                                 | Sátoraljaújhely |            |
| PREC-CAST Öntödei Kft.                                                                       | Sátoraljaújhely |            |
| CERTA Kft.                                                                                   | Sátoraljaújhely |            |
| Euroseal Bt.                                                                                 | Sátoraljaújhely |            |
| Heiche Hungary Bt. Felületkezelő Üzeme                                                       | Sátoraljaújhely |            |
| Refratechnik Hungária Tűzállóanyag Gyártó Kft.                                               | Sátoraljaújhely |            |
| NORPAN Sátoraljaújhelyi Sütőipari Kft.                                                       | Sátoraljaújhely |            |

### Egyéb települések
| Név                                                   | Település      | Megjegyzés |
| ----------------------------------------------------- | -------------- | ---------- |
| Ongai Csavargyár                                      | Onga           |            |
| Hell Energy Magyarország Kft.                         | Szikszó        |            |
| Pataki Kerámia Manufaktura Kft.                       | Sárospatak     |            |
| Stefány Testvérek Motor- és Gépműhelye                | Mezőcsát       |            |
| Agroép-Bau Kft.                                       | Járdánháza     |            |
| MOL Petrolkémia Zrt. (korábban Tiszai Vegyi Kombinát) | Tiszaújváros   |            |
| BorsodChem (korábban Borsodi Vegyi Kombinát)          | Kazincbarcika  |            |
| Habselyem Kötöttárugyár IV. sz. gyára                 | Kazincbarcika  |            |
| Ózdi Ruhagyár                                         | Ózd            |            |
| Ózdi Kohászati Üzemek                                 | Ózd            |            |
| Encsi bútorgyár                                       | Encs           |            |
| Borsodnádasdi Lemezgyár                               | Borsodnádasd   |            |
| Borsodi Ércelőkészítő Mű                              | Sajókeresztúr  |            |
| Ongai Csavargyár                                      | Onga           |            |
| Kismotor és Gépgyár                                   | Mezőkövesd     |            |
| Kovács Vegyesipari Kereskedelmi és Szolgáltató Kft.   | Mezőkövesd     |            |
| Sajószentpéteri Üveggyár                              | Sajószentpéter |            |
| Északmagyar Téglaipari Kft.                           | Serényfalva    |            |
| Mályi Téglagyár                                       | Mályi          |            |
| Hollóházi Porcelánmanufaktúra                         | Hollóháza      |            |
| Szerencsi cukorgyár                                   | Szerencs       |            |
| Szerencsi Csokoládégyár                               | Szerencs       |            |
| Észak-Magyarországi Vegyiművek                        | Sajóbábony     |            |
| Borsodi Sörgyár Kft.                                  | Bőcs           |            |
| Minőségi Cipőgyár                                     | Tiszakeszi     |            |
| Putnoki Pamutfonó Gyár                                | Putnok         |            |

## Csongrád-Csanád megye

### Szeged
| Név                                                        | Település | Megjegyzés |  |
| ---------------------------------------------------------- | --------- | ---------- |  |
| Szegedi Paprikamörlő és Fűszermalom (Kotányi)              |           | Szeged     |  |
| Kiskundorozsmai Gőzmalom                                   | Szeged    |            |  |
| Pálfi Testvérek Gépgyára                                   | Szeged    |            |  |
| Kenderfonó- és Szövőipari Vállalat Szegedi Kenderfonógyára | Szeged    | 1867-től   |  |
| Kenderfonó- és Szövőipari Vállalat Újszegedi Szövőgyára    | Szeged    |            |  |
| Szegedi Textilművek                                        | Szeged    |            |  |
| Szegedi Ruhagyár                                           | Szeged    |            |  |
| Heavytex Újszegedi Szövő Rt.                               | Szeged    |            |  |
| Sole-Mizo Zrt. (Csongrád Megyei Tejipari Vállalat)         | Szeged    |            |  |
| Szegedi Kábelgyár                                          | Szeged    | 1959-      |  |
| Pick Szeged Zrt.                                           | Szeged    |            |  |
| Szegedi Házépítő Kombinát                                  | Szeged    |            |  |
| Szegedi Paprika Zrt.                                       | Szeged    |            |  |
| Szegedi Dohánygyár                                         | Szeged    |            |  |
| Szegedi Tésztagyár                                         | Szeged    |            |  |
| Szegedi Gázgyár                                            | Szeged    |            |  |
| Szegedi Gyufagyár                                          | Szeged    |            |  |

### Egyéb települések
| Név                                                                        | Település        | Megjegyzés |
| -------------------------------------------------------------------------- | ---------------- | ---------- |
| Tisza Bútoripari Vállalat                                                  | Csongrád         |            |
| MAKÓI HAGYMA Mezőgazdasági, Termelő, Feldolgozó és Kereskedelmi Kft.       | Makó             |            |
| Makói Tejüzem                                                              | Makó             |            |
| Makói Mezőgazdasági Gépgyár (VGM Makói Gépgyár Kft.)                       | Makó             |            |
| FÉG makói gyáregység                                                       | Makó             |            |
| METRIPOND Mérleggyár                                                       | Hódmezővásárhely |            |
| Hódmezővásárhelyi Mezőgazdasági Gépgyártó és Szolgáltató Vállalat (HÓDGÉP) | Hódmezővásárhely |            |
| Hódmezővásárhelyi Divat Kötöttárugyár (HÓDIKÖT)                            | Hódmezővásárhely |            |
| Hungerit Zrt.                                                              | Szentes          |            |
| Kisteleki Kábelgyár                                                        | Kistelek         |            |
| Kisteleki Tejüzem                                                          | Kistelek         |            |

## Fejér megye

### Székesfehérvár
| Név | Település      | Megjegyzés                   |
| --- | -------------- | ---------------------------- |
| Székesfehérvár Könnyűipari Szerszámgépgyár (KSZG) később Szerszámgépipari Művek (SZIM) székesfehérvári köszörűgépgyára | Székesfehérvár |                              |
| Videoton Holding Zrt.                                                                                                  | Székesfehérvár |                              |
| Székesfehérvári Papírgyár                                                                                              | Székesfehérvár |                              |
| Székesfehérvári Könnyűfémmű (Köfém)                                                                                    | Székesfehérvár |                              |
| Székesfehérvári Hűtőház                                                                                                | Székesfehérvár |                              |
| Győri Keksz Kft. | Székesfehérvár | 2000 előtt Győrben működött. |
| Székesfehérvári Nehézfémöntöde                                                                                         | Székesfehérvár |                              |
| Ikarus Karosszéria- és Járműgyár                                                                                       | Székesfehérvár |                              |
| Székesfehérvári Gázgyár                                                                                                | Székesfehérvár |                              |
| Székesfehérvári Sütőipari Vállalat                                                                                     | Székesfehérvár |                              |

### Dunaújváros
| Név                                              | Település   | Megjegyzés |
| ------------------------------------------------ | ----------- | ---------- |
| Dunaújvárosi Tejüzem                             | Dunaújváros |            |
| Dunaújvárosi Cellulózgyár Kft.                   | Dunaújváros |            |
| Dunapack ZRt. Hullámtermékgyár                   | Dunaújváros |            |
| Hamburger Hungária Zrt. (Dunaújvárosi Papírgyár) | Dunaújváros |            |
| Dunaújvárosi malátagyár                          | Dunaújváros |            |
| Dunai Vasmű                                      | Dunaújváros |            |

### Egyéb települések
| Név                                                      | Település     | Megjegyzés   |
| -------------------------------------------------------- | ------------- | ------------ |
| Zichyújfalui Takarmánygyár                               | Zichyújfalu   |              |
| Agrokémia Kft.                                           | Aba           |              |
| Hankook Tire Magyarország Kft.                           | Rácalmás      |              |
| Pusztavám-Sikárosi Fűrészüzem (Vérteserdő Zrt.)          | Pusztavám     |              |
| Ercsi cukorgyár                                          | Ercsi         | 1910-1988    |
| Ikarus Móri Alkatrészgyár Leányvállalat                  | Mór           |              |
| Enyingi Műtrágya Üzem                                    | Enying        |              |
| Enyingi Szeszgyár                                        | Enying        |              |
| Szabadegyházai Szeszgyár                                 | Szabadegyháza |              |
| Hungrana Keményítő- és Izocukorgyártó és Forgalmazó Kft. | Szabadegyháza |              |
| Hungarovin Rt.                                           | Etyek         | Borgazdaság. |

## Győr-Moson-Sopron megye

### Győr
| Név | Település | Megjegyzés |
| --- | --------- | ---------- |
| Győri Tejüzem                                                                                             | Győr      |            |
| Győri Kötöttkesztyűgyár (Glovita Kesztyű Zrt.)                                                            | Győr      |            |
| Graboplast Győri Pamutszövő- és Textilgyár (Grab M. Fiai Bőrvászon-, Viaszosvászon- és Linóleumpadlógyár) | Győr      |            |
| Richards Győri Finomposztógyár Rt.                                                                        | Győr      |            |
| Győri Kötöttkesztyűgyár (Glovita Kesztyű Zrt.)                                                            | Győr      | Működik    |
| Győri Csokoládégyár                                                                                       | Győr      |            |
| Audi Hungaria Zrt.                                                                                        | Győr      |            |
| Rába Járműipari Holding                                                                                   | Győr      |            |
| Győri konzervgyár                                                                                         | Győr      |            |
| Győri Házépítő Kombinát                                                                                   | Győr      |            |
| Győri Likőrgyár                                                                                           | Győr      |            |
| Győri Tésztagyár                                                                                          | Győr      |            |
| Magyar Ágyúgyár Rt.                                                                                       | Győr      |            |
| Győri Szeszgyár és Finomító Rt.                                                                           | Győr      |            |
| Győrszigeti Olajgyár (Győri Növényolajgyár)                                                               | Győr      |            |
| Győri Gázgyár                                                                                             | Győr      |            |
| Győri Hűtőipari Vállalat                                                                                  | Győr      |            |
| Győri Hőszolgáltató Kft.                                                                                  | Győr      |            |
| Széchenyi Nyomda                                                                                          | Győr      |            |
| Győri Lenfonó és Szövőipari Vállalat (Linum-Taussig Sámuel és Fiai Lenfonó- és Szövőipari Rt.)            | Győr      |            |
| Győri Tejüzem                                                                                             | Győr      |            |
| Győri Húsgyár (ÁHV)                                                                                       | Győr      | <          |
| Rábatext Textilipari Vállalat (Magyar Mechanikai Pamut- és Gyapjúszövet Gyár)                             | Győr      |            |
| Magyar Vagon és Gépgyár Vasszerkezeti Gyáregysége                                                         | Győr      |            |

### Sopron
| Név                                                                    | Település | Megjegyzés |
| ---------------------------------------------------------------------- | --------- | ---------- |
| Soproni Fűrészüzem (TAEG Zrt.)                                         | Sopron    |            |
| Soproni Ruhagyár                                                       | Sopron    |            |
| Soproni Szőnyeggyár                                                    | Sopron    |            |
| Soproni Szövőgyár                                                      | Sopron    |            |
| Soproni Téglagyár                                                      | Sopron    |            |
| Elzett Fémipari Művek soproni gyára (Elzett Sopron Felületkezelő Kft.) | Sopron    |            |
| Heineken Hungária Sörgyárak Zrt. (Soproni Sörgyár)                     | Sopron    | <          |
| Soproni Vasöntöde                                                      | Sopron    |            |
| Soproni Gázgyár                                                        | Sopron    |            |

### Mosonmagyaróvár
| Név                                                      | Település       | Megjegyzés |
| -------------------------------------------------------- | --------------- | ---------- |
| Kühne Mezőgazdasági Gépgyár Zrt.                         | Mosonmagyaróvár |            |
| Mosonmagyaróvári Lengyár                                 | Mosonmagyaróvár |            |
| Magyaróvári Konzervgyár                                  | Mosonmagyaróvár |            |
| MOFÉM Rt. (Hirtenbergi Töltény-, Gyutacs- és Fémárugyár) | Mosonmagyaróvár |            |
| Mosonmagyaróvári Timföld- és Műkorundgyár (MOTIM Rt.)    | Mosonmagyaróvár |            |
| Műanyag-feldolgozó és Kefeipari Vállalat                 | Mosonmagyaróvár |            |
| Mosonmagyaróvári Fémszerelvénygyár                       | Mosonmagyaróvár |            |
| Magyaróvári Műselyemgyár                                 | Mosonmagyaróvár |            |
| Magyaróvári Kötöttárugyár                                | Mosonmagyaróvár |            |
| VOGEL & NOOT Hőtechnikai Kft.                            | Mosonmagyaróvár |            |

### Egyéb települések
| Név                                                                 | Település            | Megjegyzés |
| ------------------------------------------------------------------- | -------------------- | ---------- |
| Pannonhalmi Téglagyár                                               | Bakonyszentlászló    |            |
| Bakonyszentlászlói Téglagyár                                        | Bakonyszentlászló    |            |
| Szanyi Mezőgépipari Szövetkezeti Közös Vállalat (Mezőgépipari Kft.) | Szany                |            |
| Szénsavtermelő Vállalat                                             | Mihályi              |            |
| Petőházi cukorgyár                                                  | Petőháza             |            |
| Nagycenki Cukorgyár                                                 | Nagycenk             | 1854-1936  |
| Jánossomorjai Csokoládégyár                                         | Jánossomorja         |            |
| Franck és Fiai Rt. cikóriafeldolgozó üzem                           | Jánossomorja         |            |
| Kapuvári Kendergyár                                                 | Kapuvár              |            |
| Kapuvári és Győrszemerei Fűrészüzemek (KAEG Zrt.)                   | Kapuvár, Győrszemere |            |
| Győr-Sopron megyei Állatforgalmi és Húsipari Vállalat               | Kapuvár              |            |

## Hajdú-Bihar megye

### Debrecen
| Név | Település | Megjegyzés |
| --- | --------- | ---------- |
| Franz Kaminski Waggonbau Hungária Kft.                                                                    | Debrecen  |            |
| Eurings Kft.                                                                                              | Debrecen  |            |
| BMW | Debrecen  |            |
| DTG Cement Kft.                                                                                           | Debrecen  |            |
| Debreceni Erőmű                                                                                           | Debrecen  |            |
| Debreceni Finommechanikai Vállalat                                                                        | Debrecen  |            |
| Hajdúsági Sütődék Zrt.                                                                                    | Debrecen  |            |
| Alföldi Nyomda                                                                                            | Debrecen  |            |
| ATEV Fehérjefeldolgozó Zrt. (Állatifehérje Takarmányokat Előállító Vállalat)                              | Debrecen  |            |
| MEDICOR Művek Debreceni Orvosi Műszergyára                                                                | Debrecen  |            |
| Grampet Debreceni Vagongyár Kft.                                                                          | Debrecen  |            |
| István Gőzmalom                                                                                           | Debrecen  |            |
| Debreceni Mechanikai Kefegyár                                                                             | Debrecen  |            |
| AGRODATA MÉMMI Műszaki Fejlesztő Számítástechnikai Leányvállalat                                          | Debrecen  |            |
| Debreceni Bőrgyár                                                                                         | Debrecen  |            |
| Szék- és Kárpitosipari Vállalat                                                                           | Debrecen  |            |
| Debreceni Téglagyár                                                                                       | Debrecen  |            |
| Texor Műanyagipari Kft                                                                                    | Debrecen  |            |
| Schaeffler Debrecen FAG Magyarország Ipari Kft.                                                           | Debrecen  |            |
| Debreceni Hajlítottbútorgyár és Fakereskedelmi Rt. (Debreceni Bútorgyár, Sellaton Design Bútoripari Kft.) | Debrecen  |            |
| Globus Konzervipari Zrt. (Debreceni Tartósítóipari Kombinát, Debreceni Konzervgyár)                       | Debrecen  |            |
| Debreceni Tejüzem                                                                                         | Debrecen  |            |
| Magyar Gördülőcsapágy Művek                                                                               | Debrecen  |            |
| Debreceni Dohánygyár                                                                                      | Debrecen  |            |
| Debreceni Házépítő Kombinát                                                                               | Debrecen  |            |
| Debreceni Húskombinát                                                                                     | Debrecen  |            |
| Debreceni Tésztagyár                                                                                      | Debrecen  |            |
| Debreceni Gázgyár                                                                                         | Debrecen  |            |
| Biogal Gyógyszergyár                                                                                      | Debrecen  |            |
| Debreceni Kötöttárugyár                                                                                   | Debrecen  |            |
| Debreceni Ruhagyár                                                                                        | Debrecen  |            |
| Prométheus Tüzeléstechnikai Vállalat                                                                      | Debrecen  |            |

### Egyéb települések
| Név                                                | Település       | Megjegyzés |
| -------------------------------------------------- | --------------- | ---------- |
| Parmen Konzervipari Zrt. (Nyírmeggyes konzervgyár) | Nyírmeggyes     |            |
| Szalag és Zsinórgyár                               | Hajdúböszörmény |            |
| Berettyóújfalui Tejüzem                            | Berettyóújfalu  |            |
| Berettyóújfalui Tejporgyár                         | Berettyóújfalu  | 1954-től   |
| Komádi Kendergyár                                  | Komád           |            |
| Kabai cukorgyár                                    | Kaba            |            |
| MGM Balmazújvárosi Gyára                           | Balmazújváros   |            |
| Hajdúsági Gépgyártó Vállalat                       | Téglás          |            |

## Heves megye

### Eger
| Név                                    | Település | Megjegyzés   |
| -------------------------------------- | --------- | ------------ |
| Egri Dohánygyár                        | Eger      |              |
| Felnémeti fűrészüzem                   | Eger      |              |
| Egri Tejüzem                           | Eger      |              |
| Egri bútorgyár                         | Eger      |              |
| Egri Gépgyár                           | Eger      |              |
| Eger Mátravidéki Borgazdasági Kombinát | Eger      |              |
| Egervin Rt.                            | Eger      | Borgazdaság. |
| ZF Hungária Kft.                       | Eger      |              |
| Egri Téglagyár                         | Eger      |              |
| Egri Házépítő Kombinát                 | Eger      |              |
| Egri Vasöntöde                         | Eger      |              |

### Gyöngyös
| Név                                                                              | Település | Megjegyzés                                 |
| -------------------------------------------------------------------------------- | --------- | ------------------------------------------ |
| Agromechanika Szövetkezet                                                        | Gyöngyös  |                                            |
| EIVRT Gyöngyösi Félvezető és Gépgyára                                            | Gyöngyös  | Később a Mikroelektronikai Vállalat része. |
| ISG Gyöngyös Öntöde és Gépgyár                                                   | Gyöngyös  |                                            |
| Gyöngyösi fűrészüzem (Gyöngyösi Parkettagyár és Fagyártmány Üzem, Egererdő Zrt.) | Gyöngyös  |                                            |
| VAMAV Vasúti Berendezések Kft. (Kitérőgyár)                                      | Gyöngyös  |                                            |
| Gyöngyösi Téglagyár                                                              | Gyöngyös  |                                            |

### Hatvan
| Név                 | Település | Megjegyzés |
| ------------------- | --------- | ---------- |
| Hatvani konzervgyár | Hatvan    |            |
| Hatvani cukorgyár   | Hatvan    |            |
| Hatvani Gőzmalom    | Hatvan    |            |
| Hatvani Téglagyár   | Hatvan    |            |

### Egyéb települések
| Név                                                              | Település      | Megjegyzés |
| ---------------------------------------------------------------- | -------------- | ---------- |
| FÉG verpeléti gyáregység                                         | Verpelét       |            |
| Csányi Tejüzem                                                   | Csány          |            |
| Besenyőteleki Gőzmalom                                           | Besenyőtelek   |            |
| QUALITAL Könnyűfémöntöde Vállalat (Fémthermia)                   | Apc            |            |
| FRAM-CORR Fémrakó és Megmunkáló Kereskedelmi és Szolgáltató Kft. | Felsőtárkány   |            |
| Használt Akkumulátor-Feldolgozó Üzem (HAF)                       | Gyöngyösoroszi |            |
| Gyöngyösoroszi Ércelőkészítő Üzem                                | Gyöngyösoroszi |            |
| Selypi cukorgyár                                                 | Lőrinci        |            |
| Mátraderecskei Téglagyár                                         | Mátraderecske  |            |
| MFS 2000 Zrt. (Mátravidéki Fémművek, RUAG)                       | Sirok          |            |
| Parádsasvári Üveggyár                                            | Parádsasvár    |            |
| Bélapátfalvi Cementgyár                                          | Bélapátfalva   |            |
| Selypi Cementgyár                                                | Lőrinci        |            |

## Jász-Nagykun-Szolnok megye

### Szolnok
| Név                                                           | Település | Megjegyzés |
| ------------------------------------------------------------- | --------- | ---------- |
| Szolnoki Tejüzem                                              | Szolnok   |            |
| Szolnoki Porfestékgyár                                        | Szolnok   |            |
| Tisza Bútoripari Vállalat gyáregység                          | Szolnok   |            |
| Alföldi Szilikátipari Vállalat                                | Szolnok   |            |
| Tiszamenti Vegyiművek                                         | Szolnok   |            |
| Szolnoki Papíripar Rt. (Szolnoki Papírgyár)                   | Szolnok   |            |
| Stadler Szolnok Vasúti Járműgyártó Kft.                       | Szolnok   |            |
| Szolnoki cukorgyár                                            | Szolnok   |            |
| Szolnoki Mezőgazdasági Gépgyártó és Szolgáltató (Mezőgép) Rt. | Szolnok   |            |

### Egyéb települések
| Név                             | Település        | Megjegyzés |
| ------------------------------- | ---------------- | ---------- |
| Mezőgazdasági Gépjavító Állomás | Jászkisér        |            |
| Karcagi Üveggyár                | Karcag           |            |
| Jászberényi Hűtőgépgyár         | Jászberény       |            |
| Jászberényi Aprítógépgyár       | Jászberény       |            |
| Mezőtúri Cirokseprűgyár         | Mezőtúr          |            |
| Mezőtúri Szőnyeggyár            | Mezőtúr          |            |
| Mezőtúri Téglagyár              | Mezőtúr          |            |
| Kisújszállási Téglagyár         | Kisújszállás     |            |
| Radar Holding Zrt.              | Törökszentmiklós |            |
| Baromfifeldolgozó Vállalat      | Törökszentmiklós |            |
| Lábassy-féle Gépgyár            | Törökszentmiklós |            |
| Martfűi Sörgyár                 | Martfű           |            |
| Martfűi Növényolajgyár          | Martfű           |            |

## Komárom-Esztergom megye

### Esztergom
| Név                                                                         | Település | Megjegyzés |
| --------------------------------------------------------------------------- | --------- | ---------- |
| Magyar Suzuki Zrt.                                                          | Esztergom |            |
| Esztergomi Műszeripari Művek (Elektromos Készülékek és Mérőműszerek Gyára)  | Esztergom |            |
| GRANTE Antenna Fejlesztő és Gyártó Zrt.                                     | Esztergom |            |
| Esztergomi Szemüvegkeret Gyár (Látszerészeti Eszközök Gyára, Granvisus)     | Esztergom |            |
| Esztergomi Kályhagyár                                                       | Esztergom |            |
| Esztergomi Szerszámgépgyár (Szerszámgépipari Művek Esztergomi Marógépgyára) | Esztergom |            |
| Esztergomi Sütőipari Vállalat                                               | Esztergom |            |
| Esztergomi Fémszerelványgyár                                                | Esztergom |            |
| Esztergomi Fémtömegcikkipari Vállalat                                       | Esztergom |            |
| Esztergomi Finommechanikai Gyár                                             | Esztergom |            |
| Esztergomi Repülőgépgyár                                                    | Esztergom |            |

### Tatabánya
| Név                                  | Település | Megjegyzés |
| ------------------------------------ | --------- | ---------- |
| Felsőgallai Cementgyár (1911)        | Tatabánya |            |
| Tatabányai Brikettgyár (1901)        | Tatabánya |            |
| Tatabányai Gőztéglagyár (1909)       | Tatabánya |            |
| Tatabányai Karbidgyár (1921)         | Tatabánya |            |
| Tatabányai Kokszbrikettgyár (1931)   | Tatabánya |            |
| Tatabányai Ferroszilíciumgyár (1938) | Tatabánya |            |
| Tatabányai Szénlepárlóüzem (1931)    | Tatabánya |            |
| Tatabányai Mészüzem (1903)           | Tatabánya |            |
| Tatabányai Alumíniumkohó (1940)      | Tatabánya |            |

### Egyéb települések
| Név                                           | Település     | Megjegyzés |
| --------------------------------------------- | ------------- | ---------- |
| Ászári Keményítőgyár                          | Ászár         |            |
| Komáromi Lenfonógyár (1904)                   | Komárom       |            |
| DBK-Brikettgyár Kft.                          | Tokodaltáró   |            |
| Vértesi Állami Erdő- és Fafeldolgozó Gazdaság | Kisbér        |            |
| Dorogi hanglemezgyár                          | Dorog         |            |
| Dorogi kenyérgyár                             | Dorog         |            |
| Ácsi cukorgyár                                | Ács           | 1871-2001  |
| Almásfüzitői Timföldgyár                      | Almásfüzitő   |            |
| Beton- és Vasbetonipari Művek Lábatlani Gyára | Lábatlan      |            |
| EVIG                                          | Tokod         |            |
| Lábatlani Papírgyár                           | Lábatlan      |            |
| Lábatlani Cementgyár                          | Lábatlan      |            |
| Magyar Viscosa Rt. (Zoltek Rt.)               | Nyergesújfalu |            |
| Eternit Azbesztcementipari Vállalat           | Nyergesújfalu |            |
| Bábolna Húsfeldolgozó-Hűtőház Kft.            | Bábolna       |            |
| Gróf Esterházy Ferenc uradalmi pezsgőgyára    | Tata          |            |
| Szőnyi Szeszgyár                              | Komárom       |            |
| Gyermelyi Tésztagyár                          | Gyermely      |            |

## Nógrád megye

### Salgótarján
| Név                           | Település   | Megjegyzés |
| ----------------------------- | ----------- | ---------- |
| Salgótarjáni Ruhagyár         | Salgótarján |            |
| Salgótarjáni Öblösüveggyár    | Salgótarján |            |
| Salgótarjáni Kohászati Üzemek | Salgótarján |            |

### Egyéb települések
| Név                                         | Település      | Megjegyzés |
| ------------------------------------------- | -------------- | ---------- |
| Romhányi Építési Kerámiagyár                | Romhány        |            |
| Balassagyarmati Vágóhíd és Jéggyár          | Balassagyarmat |            |
| Balassagyarmati Kábelgyár                   | Balassagyarmat |            |
| Szécsényi Tejüzem                           | Szécsény       |            |
| Szécsényi Gépgyár                           | Szécsény       |            |
| Bátony-Steel Acélipari és Kereskedelmi Kft. | Bátonyterenye  |            |
| Jobbágyi Fegyvergyár                        | Jobbágyi       |            |
| Nagybátonyi Gépgyár                         | Bátonyterenye  |            |

## Pest megye

### Vác
| Név                                           | Település | Megjegyzés |
| --------------------------------------------- | --------- | ---------- |
| Tungsram Operations Kft.                      | Vác       |            |
| Senior Váci Kötöttárugyár                     | Vác       |            |
| Váci Bélésszövetgyár                          | Vác       |            |
| Duna-Dráva Cement Kft.                        | Vác       |            |
| Dunai Hajógyár                                | Vác       |            |
| TAURUS Vác Gumigyártó Leányvállalat           | Vác       |            |
| General Electric Hungary                      | Vác       |            |
| Ibm Storage Products Kft.                     | Vác       |            |
| Forte Fotokémiai Ipar (Forte Filmgyár)        | Vác       |            |
| Váci gőzmalom                                 | Vác       |            |
| Váci konzervgyár                              | Vác       |            |
| Váci Cementgyár                               | Vác       |            |
| Váci húsüzem                                  | Vác       |            |
| ZOLLNER Elektronik Gyártó és Szolgáltató Kft. | Vác       |            |
| Logarléc és Mérőszalag Üzem                   | Vác       |            |

### Gödöllő
| Név                         | Település | Megjegyzés |
| --------------------------- | --------- | ---------- |
| Gödöllői Sütőipari Vállalat | Gödöllő   |            |
| Gödöllői Gépgyár            | Gödöllő   |            |
| Ganz Árammérőgyár           | Gödöllő   |            |

### Szentendre
| Név                    | Település  | Megjegyzés |
| ---------------------- | ---------- | ---------- |
| Szentendrei Papírgyár  | Szentendre |            |
| Szentendrei Cementgyár | Szentendre |            |

### Dunakeszi
| Név                                                        | Település | Megjegyzés |
| ---------------------------------------------------------- | --------- | ---------- |
| Alagi Állami Tangazdaság ALAG-ÚT Mélyépítő Üzemigazgatóság | Dunakeszi |            |
| Dunakeszi házgyár                                          | Dunakeszi |            |
| Dunakeszi Tésztagyár                                       | Dunakeszi |            |
| Dunakeszi konzervgyár                                      | Dunakeszi |            |
| Dunakeszi Járműjavító Kft.                                 | Dunakeszi |            |

### Egyéb települések
| Név | Település         | Megjegyzés                                                              |
| --- | ----------------- | ----------------------------------------------------------------------- |
| Ganz Transzformátor- és Villamos Forgógépgyártó Kft.                                                          | Tápiószele        |                                                                         |
| Vetőmag Vállalat                                                                                              | Tápiószele        |                                                                         |
| Samsung SDI Magyarország Gyártó és Értékesítő Zrt.                                                            | Göd               |                                                                         |
| Anna-malom | Veresegyház       |                                                                         |
| Ipari szerelvény és gépgyár (ISG-gyár)                                                                        | Budakeszi         |                                                                         |
| Gentherm Hungary Kft.                                                                                         | Pilisszentiván    | korábban: W.E.T. Automotive Systems Magyarország Kft. / WET Kft.        |
| Monori Mezőgép Vállalat                                                                                       | Monor             |                                                                         |
| Gépipari Szolgáltató Elektrokémiai Tervező és Kivitelező Vállalat (GÉPSZEV)                                   | Felsőpakony       |                                                                         |
| Pestvidéki Gépgyár                                                                                            | Szigethalom       |                                                                         |
| Gép- és Vasútfelszerelési Gyár Rt. (Kistarcsai Gép- és Vasútfelszerelési Gyár)                                | Kistarcsa         |                                                                         |
| Agroplast Kft.                                                                                                | Gyál              |                                                                         |
| Nagév Cink Kft.                                                                                               | Ócsa              |                                                                         |
| Sza-Sa Galván Kft.                                                                                            | Péteri            |                                                                         |
| Nagymarosi Galvánüzem                                                                                         | Nagymaros         |                                                                         |
| Mikebudai Fűrészüzem (NEFAG Zrt.)                                                                             | Mikebuda          |                                                                         |
| Csepel Autógyár                                                                                               | Szigetszentmiklós |                                                                         |
| Dunai Finomító                                                                                                | Százhalombatta    |                                                                         |
| PEMŰ Műanyagipari Zrt. (Pest Megyei Műanyagipari Vállalat)                                                    | Solymár           |                                                                         |
| Pomázi Posztógyár                                                                                             | Pomáz             |                                                                         |
| Hazai Fésüsfonó- és Szövőgyár nagyvállalat Pomázi Gyáregysége                                                 | Pomáz             |                                                                         |
| Temaforg Rt.                                                                                                  | Budakalász        |                                                                         |
| Budaflax – Lenfonó és Szövőipari Vállalat (Budakalászi Textilművek Klinger Henrik Rt., Budakalászi Szövőgyár) | Budakalász        |                                                                         |
| Aszódi Cukorgyár                                                                                              | Aszód             | Megszűnése után az Aszódi Királyi Javító Intézet költözött a területre. |
| Kálmán Gőzmalom                                                                                               | Aszód             |                                                                         |
| Magyar Lloyd Repülőgép- és Motorgyár                                                                          | Aszód             |                                                                         |
| MGM Diósdi Gyára                                                                                              | Diósd             |                                                                         |
| Ceglédi Villamosipari Gyár                                                                                    | Cegléd            |                                                                         |
| Ceglédi húsüzem                                                                                               | Cegléd            |                                                                         |
| Pilisborosjenői Téglagyár                                                                                     | Pilisborosjenő    |                                                                         |
| Őrbottyáni Téglagyár                                                                                          | Őrbottyán         |                                                                         |
| Coca-Cola HBC Magyarország Kft.                                                                               | Dunaharaszti      |                                                                         |
| Nagykörösi konzervgyár                                                                                        | Nagykörös         |                                                                         |
| Verőcei parkettagyár                                                                                          | Verőce            |                                                                         |
| Ikladi Ipari Műszergyár                                                                                       | Iklad             |                                                                         |

## Somogy megye

### Kaposvár
| Név                                                                          | Település | Megjegyzés |
| ---------------------------------------------------------------------------- | --------- | ---------- |
| Déldunántúli Vízügyi Építő Vállalat                                          | Kaposvár  |            |
| Kaposvári Húskombinát (Kaposvári Baromfifeldolgozó Vállalat, Kometa 99 Zrt.) | Kaposvár  |            |
| Kaposvári cukorgyár                                                          | Kaposvár  |            |
| Kaposvári Tejüzem                                                            | Kaposvár  |            |
| Kaposvári Téglagyár                                                          | Kaposvár  |            |
| Kaposvári konzervgyár                                                        | Kaposvár  |            |
| Finommechanikai és Elektronikai Kft.                                         | Kaposvár  |            |

### Egyéb települések
| Név                                      | Település       | Megjegyzés                               |
| ---------------------------------------- | --------------- | ---------------------------------------- |
| Első Barcsi Hengermalom (Union malom)    | Barcs           |                                          |
| Kőolajvezeték Építő Vállalat             | Siófok          |                                          |
| AKKU-GÉP Ipari Kisszövetkezet            | Marcali         |                                          |
| Kaszópusztai Fűrészüzem (Kaszó Zrt.)     | Kaszó           |                                          |
| Csurgói Fűrészüzem (SEFAG Zrt.)          | Csurgó          |                                          |
| Nonnenmacher-féle Tejüzem                | Csurgó          | 1902 és az 1940-es évek között működött. |
| Ládi Fűrészüzem (Északerdő Zrt.)         | Lád             |                                          |
| Nagyatádi Cérnagyár                      | Nagyatád        |                                          |
| Nagyatádi Konzervgyár                    | Nagyatád        |                                          |
| Somogyudvarhelyi Mezőgazdasági Szeszgyár | Somogyudvarhely |                                          |

## Szabolcs-Szatmár-Bereg megye

### Nyíregyháza
| Név                                                        | Település   | Megjegyzés |
| ---------------------------------------------------------- | ----------- | ---------- |
| Nyíregyházi Tejüzem és Tejporgyár                          | Nyíregyháza |            |
| Szabolcs–Szatmár Megyei Állatforgalmi és Húsipari Vállalat | Nyíregyháza |            |
| AKKUVILL Ipari Szolgáltató Kisszövetkezet                  | Nyíregyháza |            |
| TAURUS Gumigyár nyíregyházi gyáregység                     | Nyíregyháza |            |
| Nyírkémia Vállalat                                         | Nyíregyháza |            |
| Nyíregyházai Konzervgyár                                   | Nyíregyháza |            |
| Nyíregyházi Papírgyár                                      | Nyíregyháza |            |
| Nyíregyházi Dohányfermentáló Vállalat                      | Nyíregyháza |            |

### Vásárosnamény
| Név                           | Település     | Megjegyzés |
| ----------------------------- | ------------- | ---------- |
| Vásárosnaményi Forgácslapgyár | Vásárosnamény |            |
| Vásárosnaményi Ládagyár       | Vásárosnamény |            |
| Vásárosnaményi Üveggyár       | Vásárosnamény |            |
| Vásárosnaményi Ruhagyár       | Vásárosnamény |            |
| Vásárosnaményi Szeszgyár      | Vásárosnamény |            |

### Egyéb települések
| Név                                                   | Település    | Megjegyzés |
| ----------------------------------------------------- | ------------ | ---------- |
| Mátészalkai Tejüzem                                   | Mátészalka   |            |
| Mátészalkai Sütőipari Vállalat                        | Mátészalka   |            |
| Mátészalkai Vágóhíd                                   | Mátészalka   |            |
| Szatmár Bútorgyár                                     | Mátészalka   |            |
| Alkaloida Vegyészeti Gyár                             | Tiszavasvári |            |
| Kisvárdai Szeszgyár                                   | Kisvárda     | 1971-      |
| Csepel Művek Szerszám Gépgyár Nyírbátori Fúrógépgyára | Nyírbátor    |            |
| Nyírbátori Növényolajgyár                             | Nyírbátor    |            |
| Nyírbátori Fűrészüzem (Nyírerdő Zrt.)                 | Nyírbátor    |            |
| Újfehértói Fűrészüzem (Nyírerdő Zrt.)                 | Újfehértó    |            |
| Újfehértói Gyapjúszövőgyár                            | Újfehértó    |            |

## Tolna megye

### Szekszárd
| Név                                                                     | Település | Megjegyzés |
| ----------------------------------------------------------------------- | --------- | ---------- |
| AGRAM Gépipari Vállalat                                                 | Szekszárd |            |
| Tolnatej Zrt. (Szekszárdi Tejipari Vállalat, Szekszárdi Tejüzem, Tolle) | Szekszárd |            |
| Samsonite-Hungária Bőrönd Kft.                                          | Szekszárd |            |
| MMG műszergyár                                                          | Szekszárd |            |
| Tolna-Hús Zrt.                                                          | Szekszárd | bezárt     |

### Egyéb települések
| Név                                  | Település   | Megjegyzés |
| ------------------------------------ | ----------- | ---------- |
| Tolnai Fonógyár                      | Tolna       |            |
| EMA-LION Bonyhádi Zománcárugyár Kft. | Bonyhád     |            |
| Pörbölyi Fűrészüzem (Gemenc Zrt.)    | Pörböly     |            |
| Simontornyai Bőrgyár                 | Simontornya |            |
| SIMOVILL                             | Simontornya |            |
| Teveli Téglagyár                     | Tevel       |            |
| Bátaszéki Téglagyár                  | Bátaszék    |            |
| MVM Paksi Atomerőmű                  | Paks        |            |
| Paksi Téglagyár                      | Paks        | bezárt     |
| Paksi Konzervgyár                    | Paks        |            |
| Nagydorogi Mezőgazdasági Szeszgyár   | Nagydorog   |            |

## Vas megye

### Szombathely
| Név                                              | Település   | Megjegyzés |
| ------------------------------------------------ | ----------- | ---------- |
| Magyar Motor és Gépgyár Rt. (Mayer-féle Gépgyár) | Szombathely |            |
| Tisza Bútoripari Vállalat gyáregység             | Szombathely |            |
| REMIX Rádiótechnikai Vállalat gyáregység         | Szombathely |            |
| Pohl E. és Fiai Gépgyár és Vasöntöde             | Szombathely |            |
| Vas Megyei Gabonaforgalmi és Malomipari Vállalat | Szombathely |            |
| Vas Megyei Állatforgalmi és Húsipari Vállalat    | Szombathely |            |
| Vas Megyei Építőipari Vállalat (VASÉP)           | Szombathely | 1955-      |
| AFIT XII. Autójavító Vállalat                    | Szombathely |            |
| Szombathely Gázgyár                              | Szombathely |            |
| Lakástextil Vállalat (LATEX)                     | Szombathely |            |
| Szombathelyi Tejüzem                             | Szombathely |            |
| STYL Ruhagyár                                    | Szombathely |            |
| Sabaria Cipőgyár                                 | Szombathely |            |
| Herényi hengermalom                              | Szombathely |            |

### Egyéb települések
| Név                                      | Település       | Megjegyzés |
| ---------------------------------------- | --------------- | ---------- |
| Répcelaki Sajtgyár                       | Répcelak        |            |
| Szénsavtermelő Vállalat                  | Répcelak        |            |
| Magyarszombatfai Kerámia Vállalat        | Magyarszombatfa |            |
| Szentgotthárdi Szövőgyár                 | Szentgotthárd   |            |
| Szentgotthárdi Dohánygyár                | Szentgotthárd   |            |
| Magyar Királyi Kard és Kaszagyár         | Szentgotthárd   |            |
| LACTA Tápszergyár                        | Körmend         |            |
| Műszaki Ipari Szövetkezet                | Körmend         |            |
| Körmendi Cipőgyár                        | Körmend         |            |
| Sárvári Kenyérgyár                       | Sárvár          |            |
| Erdei Termék Vállalat Sárvári Gyáregység | Sárvár          |            |
| Celldömölki Kesztyűgyár                  | Celldömölk      | 1963-      |

## Veszprém megye

### Veszprém
| Név                                                          | Település | Megjegyzés |
| ------------------------------------------------------------ | --------- | ---------- |
| Veszprém Tejüzem                                             | Veszprém  |            |
| Bakony Autóalkatrész Gyártó Művek Rt. (Bakony Művek Rt.)     | Veszprém  |            |
| Veszprémi Házépítő Kombinát                                  | Veszprém  |            |
| Agrár- és Élelmiszeripari Tervező, Beruházási Közös Vállalat | Veszprém  |            |

### Pápa
| Név                                                                   | Település | Megjegyzés |
| --------------------------------------------------------------------- | --------- | ---------- |
| Pápai Dohánygyár                                                      | Pápa      |            |
| Pápai Textilgyár                                                      | Pápa      |            |
| Pápai Fehérneműgyár                                                   | Pápa      |            |
| Pápai Húskombinát                                                     | Pápa      |            |
| Elekthermax Fűtéstechnikai Tervező, Gyártó És Szerelő Értékesítő Kft. | Pápa      |            |

### Egyéb települések
| Név                                                              | Település    | Megjegyzés |
| ---------------------------------------------------------------- | ------------ | ---------- |
| Vasvári Tejüzem                                                  | Vasvár       |            |
| Balatonfüredi Hajógyár Kft.                                      | Balatonfüred |            |
| Peremartoni Vegyipari Vállalat (Fertilizers Műtrágyagyártó Kft.) | Berhida      |            |
| Cholorchémia                                                     | Papkeszi     |            |
| Péti Nitrogénművek                                               | Pétfürdő     |            |
| Balatonfűzfői Nitrokémia                                         | Balatonfűzfő |            |
| Fűzfői Papírgyár                                                 | Balatonfűzfő |            |
| Franciavágási Fűrészáru Gyár (Bakonyerdő Zrt.)                   | Ugod (?)     |            |
| Pápateszéri Téglagyár                                            | Pápateszér   |            |
| Herendi Porcelánmanufaktúra Zrt.                                 | Herend       |            |
| Ajkai Timföldgyár (Tósokberéndi Timföldgyár)                     | Ajka         |            |

## Zala megye

### Zalaegerszeg
| Név                                                     | Település    | Megjegyzés |
| ------------------------------------------------------- | ------------ | ---------- |
| Zalabaromfi Zrt. (Baromfifeldolgozó Vállalat)           | Zalaegerszeg |            |
| Alumíniumipari Gépgyár (volt Szállítógépgyár)           | Zalaegerszeg |            |
| Zalaegerszegi ruhagyár                                  | Zalaegerszeg |            |
| Zala Megyei Tejipari Vállalat (Zalaegerszegi Tejüzem)   | Zalaegerszeg |            |
| Zalaegerszegi Sajt-és Vajgyár                           | Zalaegerszeg |            |
| Zalai Aszfaltgyár (később Zalai Kőolajipari Vállalat)   | Zalaegerszeg |            |
| Zalaegerszegi Cserépkályhagyártó Vállalat (Zalakerámia) | Zalaegerszeg |            |
| Zalaegerszegi Kenyérgyár (Zalaco)                       | Zalaegerszeg |            |
| GANZ-MÁVAG zalaegerszegi gyára                          | Zalaegerszeg |            |
| Szállítógépgyár                                         | Zalaegerszeg |            |
| Szikvíz- és Üdítőitalgyártó Üzem                        | Zalaegerszeg |            |
| VERTESZ zalaegerszegi gyáregysége                       | Zalaegerszeg |            |
| EIV Rt. Zalaegerszegi Alkatrészgyára                    | Zalaegerszeg |            |
| Zalaegerszegi Vágó- és Húsipari Vállalat                | Zalaegerszeg |            |
| Zalaegerszegi Hűtőház (Goldsun Rt.)                     | Zalaegerszeg |            |
| PEZA Bútortechnológiai Vállalat (Zala Bútor)            | Zalaegerszeg |            |
| Caola                                                   | Zalaegerszeg |            |
| Flextronics International Ltd.                          | Zalaegerszeg |            |

### Nagykanizsa
| Név                                       | Település   | Megjegyzés |
| ----------------------------------------- | ----------- | ---------- |
| General Electric Hungary                  | Nagykanizsa |            |
| Dunántúli Kőolajipari Gépgyár             | Nagykanizsa |            |
| Nagykanizsai Üveggyár                     | Nagykanizsa |            |
| Nagykanizsai Sörgyár Rt.                  | Nagykanizsa |            |
| Tungsram Rt. Nagykanizsai Fényforrásgyára | Nagykanizsa |            |
| „Kanizsa” Bútorgyár                       | Nagykanizsa |            |
| Nagykanizsai Szeszgyár                    | Nagykanizsa |            |
| Nagykanizsai Sütő- és Édesipari Vállalat  | Nagykanizsa |            |

### Egyéb települések
| Név                                                           | Település     | Megjegyzés |
| ------------------------------------------------------------- | ------------- | ---------- |
| Csömödéri Fafeldolgozó                                        | Csömödér      |            |
| Lenti Fafeldolgozó Üzem (Lenti Fűrészüzem, Zalaerdő Zrt.)     | Lenti         |            |
| Befag Parkettagyár (Zalahalápi Parkettagyár, Bakonyerdő Zrt.) | Zalahaláp     |            |
| Zalaszentgróti Építőipari Vállalat (téglagyár)                | Zalaszentgrót |            |
| Grót Sajt Tejfeldolgozó és Kereskedelmi Kft.                  | Zalaszentgrót |            |